# Palpomyia tamoioi
Palpomyia tamoioi är en tvåvingeart som beskrevs av Lane 1960. Palpomyia tamoioi ingår i släktet Palpomyia och familjen svidknott. Inga underarter finns listade i Catalogue of Life.